# Macrophyes silvae
Macrophyes silvae är en spindelart som beskrevs av Antonio D. Brescovit 1992. Macrophyes silvae ingår i släktet Macrophyes och familjen spökspindlar.
Artens utbredningsområde är Peru. Inga underarter finns listade i Catalogue of Life.